# Chủ nghĩa biểu hiện trừu tượng
Chủ nghĩa biểu hiện trừu tượng là một phong trào nghệ thuật sau Thế chiến II trong hội họa Mỹ, được phát triển ở New York vào những năm 1940. Đó là phong trào đặc biệt đầu tiên của Mỹ để đạt được ảnh hưởng quốc tế và đưa thành phố New York trở thành trung tâm của thế giới nghệ thuật phương Tây, một vai trò trước đây được lấp đầy bởi Paris. Mặc dù thuật ngữ "chủ nghĩa biểu hiện trừu tượng" lần đầu tiên được áp dụng cho nghệ thuật Mỹ vào năm 1946 bởi nhà phê bình nghệ thuật Robert Coates, nó đã được sử dụng lần đầu tiên ở Đức vào năm 1919 trên tạp chí Der Sturm, liên quan đến Chủ nghĩa biểu hiện Đức. Tại Hoa Kỳ, Alfred Barr là người đầu tiên sử dụng thuật ngữ này vào năm 1929 liên quan đến các tác phẩm của Wassily Kandinsky.

## Phong cách

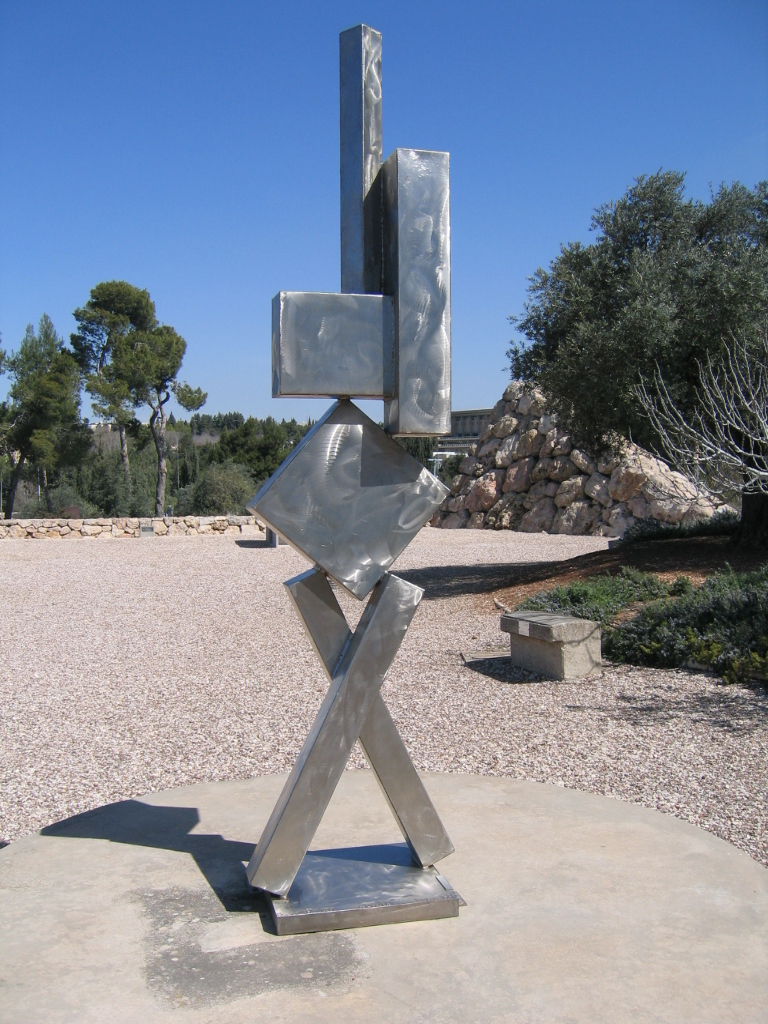
David Smith, Cubi VI (1963), Bảo tàng Israel, Jerusalem. David Smith là một trong những nhà điêu khắc người Mỹ có ảnh hưởng nhất trong thế kỷ 20.

Về mặt kỹ thuật, một tiền thân quan trọng của chủ nghĩa này là chủ nghĩa siêu thực, với sự nhấn mạnh vào sự sáng tạo tự phát, tự động hoặc tiềm thức. Sơn nhỏ giọt của Jackson Pollock trên một tấm vải đặt trên sàn là một kỹ thuật bắt nguồn từ tác phẩm của André Masson, Max Ernst và David Alfaro Siqueiros. Nghiên cứu mới hơn có xu hướng đưa Wolfgang Paalen, nhà siêu thực lưu vong vào vị trí của nghệ sĩ và nhà lý luận, người thúc đẩy lý thuyết về không gian khả năng phụ thuộc người xem thông qua các bức tranh của ông và tạp chí DYN. Paalen đã xem xét các ý tưởng về cơ học lượng tử, cũng như các diễn giải bình dị về tầm nhìn toàn diện và cấu trúc không gian của bức tranh bản địa Ấn Độ từ British Columbia và chuẩn bị nền tảng cho tầm nhìn không gian mới của các bản tóm tắt trẻ của Mỹ. Bài tiểu luận dài Totem Art (1943) của ông có ảnh hưởng đáng kể đến các nghệ sĩ như Martha Graham, Isamu Noguchi, Jackson Pollock, Mark Rothko và Barnett Newman. Khoảng năm 1944, Barnett Newman đã cố gắng giải thích phong trào nghệ thuật mới nhất của nước Mỹ và bao gồm một danh sách "những người đàn ông trong phong trào mới". Paalen được đề cập hai lần; các nghệ sĩ khác được đề cập là Gottlieb, Rothko, Pollock, Hofmann, Baziotes, Gorky và những người khác. Motherwell được đề cập với một dấu hỏi. Một biểu hiện ban đầu quan trọng khác của chủ nghĩa biểu hiện trừu tượng là tác phẩm của họa sĩ người Mỹ vùng Tây Bắc Mark Tobey, đặc biệt là bức tranh "viết trắng" của ông, mặc dù có quy mô không lớn, dự đoán cái nhìn "toàn diện " của những bức tranh nhỏ giọt của Pollock.
Tên của phong trào bắt nguồn từ sự kết hợp giữa cường độ cảm xúc và sự tự chối bỏ của những người theo Chủ nghĩa biểu hiện Đức với tính thẩm mỹ chống tượng hình của các trường phái trừu tượng châu Âu như Futurism, Bauhaus và Tổng hợp lập thể. Ngoài ra, nó có một hình ảnh nổi loạn, vô chính phủ, rất bình dị và, một số cảm thấy, hư vô. Trong thực tế, thuật ngữ này được áp dụng cho bất kỳ số lượng nghệ sĩ nào làm việc (hầu hết) ở New York, những người có phong cách khá khác nhau, và thậm chí làm việc không đặc biệt trừu tượng cũng như biểu hiện. Nghệ sĩ biểu hiện trừu tượng tại California, Jay Meuser, người thường vẽ theo phong cách không khách quan, đã viết về bức tranh Mare Nostrum của anh ấy là "thà nắm bắt tinh thần huy hoàng của biển còn hơn là vẽ tất cả những gợn sóng nhỏ bé của nó." Những "bức tranh hành động" tràn đầy năng lượng của Pollock, với cảm giác "bận rộn" của chúng, khác nhau, cả về mặt kỹ thuật và thẩm mỹ, từ loạt tranh Phụ nữ bạo lực và kỳ cục của những bức tranh tượng trưng của Willem de Kooning và những hình chữ nhật màu trong các bức tranh Trường màu của Mark Rothko (đó không phải là những gì thường được gọi là chủ nghĩa biểu hiện, và điều mà Rothko phủ nhận là trừu tượng). Tuy nhiên, tất cả bốn nghệ sĩ này đều được phân loại là biểu hiện trừu tượng.